# Костадин Любинов
Костадин Марков Любинов е български духовник и революционер, деец на Българския революционен централен комитет.

## Биография
Костадин Любинов е роден през 1825 година в мехомийското село Горно Драглище, тогава в Османската империя. Получава килийно образование в родното си село и там е ръкоположен за свещеник. През средата на 1870-те е свещеник в околни на Панагюрище села, където се включва в дейността на БРЦК. Завръща се в родното си село, където през 1878 година участва в подготовката на Кресненско-Разложкото въстание. През 1895 – 1896 година по подозрения, че подпомага местна чета, нападаща събирачите на десетъка, е арестуван от турските власти и инквизиран. Умира през 1898 година в Серския затвор.